# Neodanuria bolauana
Neodanuria bolauana es una especie de mantis de la familia Mantidae.

## Distribución geográfica
Se encuentra en Kenia, Somalia y Tanzania.